# Darío Vivas
Darío Ramón Vivas Velasco (San Cristóbal, 12 de junho de 1950 – Caracas, 13 de agosto de 2020) foi um político venezuelano que ocupou vários cargos públicos na presidência de Hugo Chávez e Nicolás Maduro.
Exerceu o cargo de Chefe de Governo do Distrito da Capital de 29 de janeiro de 2020, designado por Nicolás Maduro, até sua morte por complicações decorrentes da COVID-19. Foi membro constituinte da Assembleia Nacional Constituinte e deputado da Assembleia Nacional pelo Distrito Capital por dois períodos consecutivos, onde foi seu primeiro vice-presidente duas vezes (2010-2011) e (2013-2015) e como vice-presidente da União Interparlamentar em 2015. Além disso, foi presidente do canal de televisão estatal venezuelano ANTV.

## Esfera política
Atuou como Diretor de Tours e Eventos do partido político venezuelano Movimiento V República (MVR) até 2006, quando o partido desapareceu para dar lugar ao Partido Socialista Unido da Venezuela (PSUV), onde Vivas ocupou o mesmo cargo de diretor de turismo e eventos.
Foi deputado da Assembleia Nacional da Venezuela por dois períodos consecutivos de 2010 a meados de 2017, separando-se de seu cargo para concorrer nas próximas eleições. Em 30 de julho de 2017, foi eleito constituinte da Assembleia Nacional Constituinte.
Em 9 de agosto de 2017, foi autuado pelo Departamento do Tesouro dos Estados Unidos, que imobilizou seu patrimônio naquele país.

## Morte
Em 19 de julho de 2020, anunciou que havia testado positivo para COVID-19. Quase um mês depois, no dia 13 de agosto, após várias complicações relacionadas ao coronavírus, membros do governo de Nicolás Maduro divulgaram a morte de Vivas, sendo o primeiro chefe de um executivo regional a morrer da doença durante o mandato.

## Leis
As leis promovidas por Darío Vivas como Deputado à Assembleia Nacional foram, entre outras:
- Reforma da Lei de Processos Eleitorais (2009)
- Reforma da Lei dos Conselhos Comunitários (2009)
- Criação do Regime Municipal nos Dois Níveis da Área Metropolitana (2009)
- Lei Especial do Regime Distrital da Capital (2009)
- Lei do Orçamento do Distrito da Capital (2009)
- Lei de proteção de devedores hipotecários (2007)